# Thomas Barker (Maler)
Thomas Barker, auch genannt Barker of Bath (* Mai 1767 in Trosnant, Pontypool, Monmouthshire, Wales; † 11. Dezember 1847 in Bath) war ein englischer Maler.

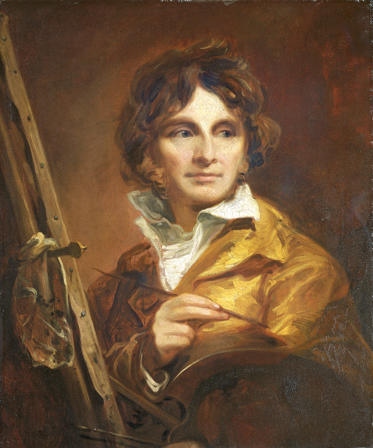
Thomas Barker: Selbstportrait, um 1800/1805

Barker war der Sohn des Tiermalers Benjamin Barker († 1793) und Bruder des Landschaftsmalers Benjamin Barker (1776–1838). Schon früh bekam Barker durch seinen Vater Malunterricht. Die dabei entstandenen frühen Werke Barkers machten den Auktionator Charles Spackman auf sein Talent aufmerksam. Er stellte ihn als Lehrling ein und Barker lernte das Kopieren hauptsächlich holländischer Meister (unter anderem Meindert Hobbema). Aber auch von Thomas Gainsborough stellte Barker sehenswerte Kopien her.
Mit 23 Jahren ging Barker 1790 nach Italien und blieb dort drei Jahre lang. Zurück in Großbritannien schaffte er mit seinen Genrebildern sofort seinen künstlerischen wie auch finanziellen Durchbruch. Seine Bilder (unter anderem Die Zigeunerin) waren derart gefragt, dass sie auf vielerlei Gebrauchsgegenständen, wie zum Beispiel Porzellan, nachgebildet wurden.
Er fand erst spät zu seinem eigenen Stil und es gelangen ihm eindrucksvolle Arbeiten (Teufelstisch in den Hampton Rocks bei Bath). In den Ausstellungen der Royal Academy of Arts war Barker in den Jahren 1791 bis 1829 eigentlich regelmäßig vertreten.
Barker hatte acht Kinder. Vier seiner Söhne wurden ebenfalls Maler: Thomas Jones Barker, Benjamin Barker (1817–1889), John Joseph Barker (1824–1904) und Octavius William Barker (* 1826), der später auch als Fälscher der Werke seines Vaters auf sich aufmerksam machte. Der Orgelbauer Charles Spackman Barker (1804–1879) war sein Neffe.

## Werke (Auswahl)

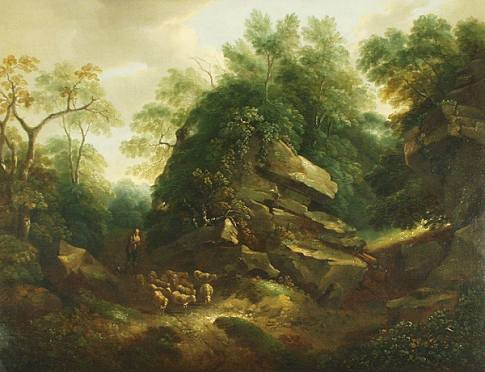
Thomas Barker: Hampton Rocks, Morning

- Das Sandmädchen, 1797, Leinwand, 152 × 117 cm, Bath, Victoria Art Gallery.
- Der Holzsammler mit Hund, um 1790–91, Leinwand, 239 × 147 cm, Raby Castle, Slg. Lord Barnard.
- Der Holzsammler mit Hund, um 1786, Leinwand, 236 × 148 cm, London, Tate Gallery.
- Der Holzsammler mit Hund, um 1790–91, Leinwand, 236 × 150 cm, Kilkenny, Slg. Smithwick.
- Die Frau des Künstlers, um 1803, Leinwand, 76 × 64 cm, Bath, Holburne of Menstrie Museum of Art.
- In einer Mühle, 1807, Leinwand, 103 × 66 cm, Oberlin (Ohio), Allen Memorial Art Museum.
- Markt in Landsdown, 1812, Leinwand, 104 × 76 cm, London, Victoria and Albert Museum.
- Selbstbildnis, um 1796, Leinwand, 76 × 63 cm, London, Tate Gallery.
- Selbstbildnis, 1793, Leinwand, 79 × 65 cm, Bath, Holburne of Menstrie Museum of Art.
- Selbstbildnis mit Charles Spackman, Leinwand, 132 × 160 cm, Bath, Victoria Art Gallery.
- Viehmarkt, Leinwand, 89 × 188 cm, Cardiff, National Gallery of Wales.